# Morgenbladet
 For alternative betydninger, se Morgenbladet (flertydig). (Se også artikler, som begynder med Morgenbladet)

Morgenbladet var en dansk avis grundlagt af Christen Berg i 1873 som partiet Venstres hovedstadsorgan. Det eksisterede til 1892.
Efter at at partiet samlede de forskellige bondepartier til partiet Det forenede Venstre i 1870, bestod opgaven for venstreformanden Christen Berg bl.a. i at grundlægge en kæde af venstreblade. De bliver kendt som de Bergske blade, som københavnerbladet Morgenbladet er et af.
Oprettelsen af avisen i København er et modigt skridt af Berg, da Venstre først og fremmest var et bondeparti. Det siger sig selv at der ikke fandtes mange tilhængere i Danmarks eneste storby.
Viggo Hørup udtalte om tiden: 
| Citat | at der ikke var flere Venstremænd i København, end at de magelig kunne samles om en kalvesteg i en spisestue. | Citat |
|       | |       |

Christen Berg satser dog på at 1870'ernes danske politik, der hovedsageligt er et to-parti system dvs. Højre og venstre, vil kunne skabe et grundlag da Venstre fremstår som det store oppositionsparti, der også er beregnet på at varetage andre oppositionsgruppers interesser. Desuden er Berg opsat på at bryde sine provinsblades afhængighed af udklip fra højrebladene, når det drejer sig om hovedstadsstof. Fremover skal udklippene stamme fra et vaskeægte venstreblad.
Bladet starter i små kår med lokaler i en baggård i Tordenskjoldsgade. Oplaget var i de første år på 2.000, hvoraf de fleste købere sandsynligvis boede udenfor København. I 1874 slutter en senere prominent medarbejder sig til avisen, nemlig Viggo Hørup, den senere leder af det der skulle blive det Radikale Venstre. Da partiet Venstre splittedes i forskellige fraktioner, holdt avisen da også på den radikale gruppe (det senere parti). Hørups ven, filologen Edvard Brandes bliver ansat ikke længe efter. Det var igennem fætteren Holger Drachmann, at Hørup fik forbindelse med "det litterære Venstre", anført af brødrene Edvard og Georg Brandes, og tilknyttet det til bladet, for på den måde at sikre sig hovedstadens intelligentsia på Venstres side.
Bladet fik desuden Henrik Cavling som reporter, og han begyndte allerede på sin tid ved dette blad at eksperimentere med den nye reportage-form, som senere ved Politiken, blev starten på den moderne journalistik i Danmark. F.eks. reportagen om eksplosionsulykken på Donse Krudtværk er banebrydende i den henseende.
Avisens radikale antikirkelige og antimilitære holdning, dikteret af Hørup, bliver dog for meget for Christen Berg, og i 1884 fyrer han Hørup og Brandes som redaktører. De starter samme år avisen Politiken, der snart skulle overgå Morgenbladet og til sidst køre den i sænk. 
Bladet får Otto Borchsenius som redaktør der fortsætter i en mere traditionel bondevenlig linje, men det lykkedes ham aldrig at skabe en succes, og i 1892 bliver det inkorporeret i, det af Peter Adler Alberti udgivne, Dannebrog.

## Ekstern henvisning
- Digitaliserede udgaver af Morgenbladet i Mediestream
- Læs om Morgenbladet i opslagsværket "De Danske Aviser"